# Hot Springs (Montana)
Hot Springs (Salish: nayyáykʷ, ktunaxa: k̓utmiʔk) és una població dels Estats Units a l'estat de Montana. Segons el cens del 2000 tenia 531 habitants.

## Demografia
Segons el cens del 2000, Hot Springs tenia 531 habitants, 280 habitatges, i 126 famílies. La densitat de població era de 661,4 habitants per km².
Dels 280 habitatges en un 16,4% hi vivien nens de menys de 18 anys, en un 33,6% hi vivien parelles casades, en un 8,9% dones solteres, i en un 55% no eren unitats familiars. En el 50,7% dels habitatges hi vivien persones soles el 23,6% de les quals corresponia a persones de 65 anys o més que vivien soles. El nombre mitjà de persones vivint en cada habitatge era d'1,81 i el nombre mitjà de persones que vivien en cada família era de 2,64.
Per edats la població es repartia de la següent manera: un 18,3% tenia menys de 18 anys, un 2,4% entre 18 i 24, un 21,8% entre 25 i 44, un 29,2% de 45 a 60 i un 28,2% 65 anys o més. La composició racial era 77,8% blancs, 0,6% afroamericans, 9,9% amerindis i 0,2% asiàtics. Els hispànics de qualsevol raça són el 4,2% de la població.
L'edat mediana era de 50 anys. Per cada 100 dones de 18 o més anys hi havia 84,7 homes.
La renda mediana per habitatge era de 12.663 $ i la renda mediana per família de 21.786 $. Els homes tenien una renda mediana de 26.250 $ mentre que les dones 13.750 $. La renda per capita de la població era de 12.690 $. Aproximadament el 33,3% de les famílies i el 38,2% de la població estaven per davall del llindar de pobresa.

## Poblacions més properes
El següent diagrama mostra les poblacions més properes.